# Congregazione di Beuron
La Congregazione di Beuron (in latino Congregatio Beuronensis) è una delle congregazioni monastiche di diritto pontificio che costituiscono l'Ordine di San Benedetto.

## Origini

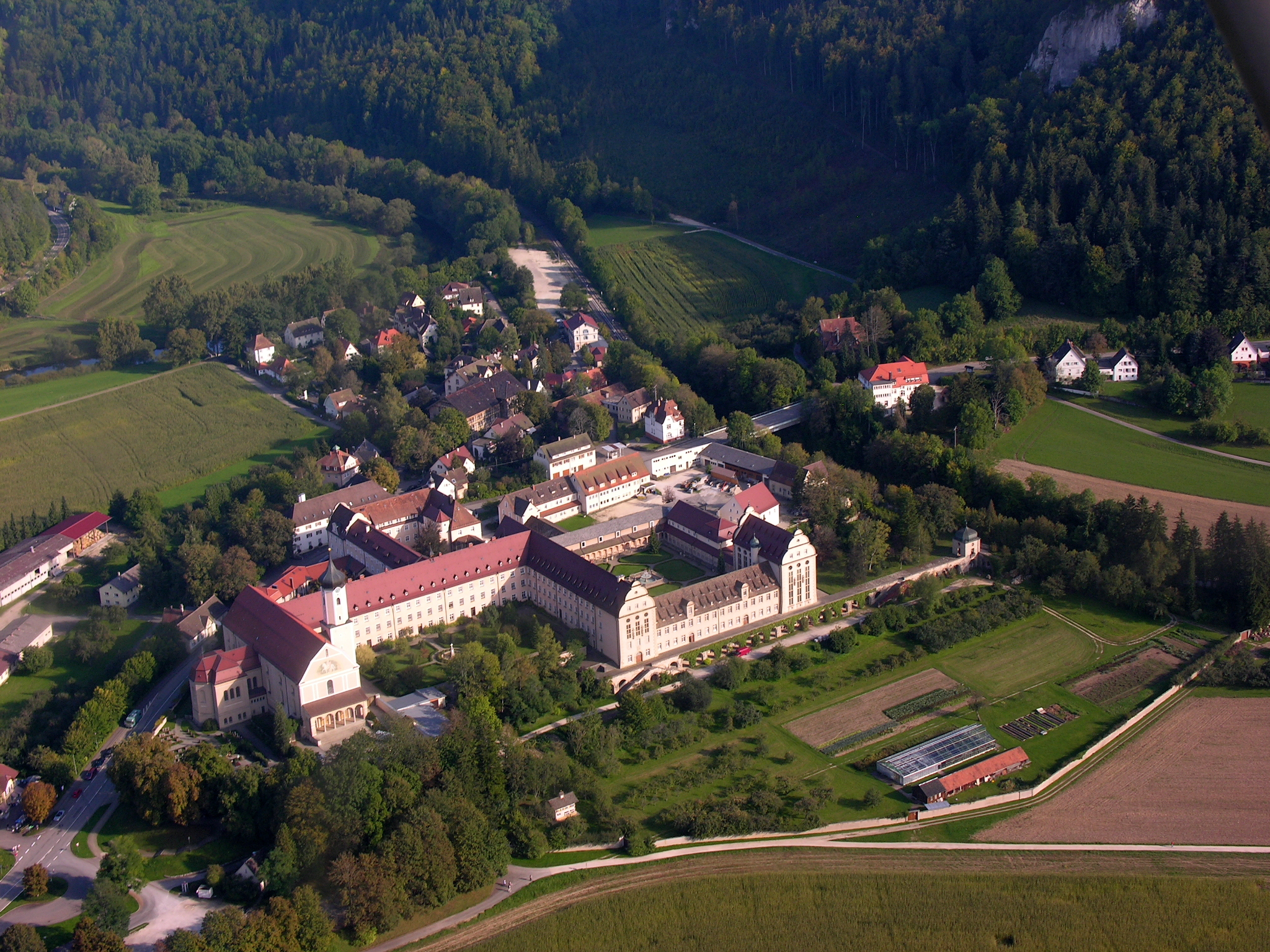
Veduta dell'arciabbazia di Beuron

La congregazione fu fondata dai fratelli Rudolf ed Ernst Wolter: originari di Bonn, compirono gli studi teologici a Colonia e furono ordinati sacerdoti; nel 1856 entrarono tra i benedettini cassinesi dell'abbazia romana di San Paolo fuori le Mura prendendo i nomi di Mauro e Placido.
A istanza di Caterina, principessa vedova di Hohenzollern-Sigmaringen, di cui dom Mauro era confessore, nel 1860 l'abate di San Paolo Angelo Pescetelli inviò i due Wolter in Prussia per fondarvi nuovi monasteri (iniziativa sostenuta anche da papa Pio IX, che ricevette in udienza dom Mauro e dom Placido il 29 settembre 1860): i due fratelli soggiornarono per alcuni mesi del 1863 presso l'abbazia francese di Solesmes, dove ricevettero dall'abate Prospero Guéranger un nuovo orientamento monastico.
Dopo aver tentato invano di fare nuove fondazioni attorno a Colonia, grazie alle donazioni della principessa Caterina, i fratelli Wolter riscattarono l'antica abbazia dei canonici di Sant'Agostino di Beuron, secolarizzata nel 1802 e assegnata agli Hohenzollern-Sigmaringen. Con l'approvazione di papa Pio IX, Ermanno von Vicari, arcivescovo di Friburgo in Brisgovia, il 10 febbraio 1863 eresse il monastero di Beuron come priorato benedettino autonomo con noviziato proprio e Mauro Wolter fu nominato priore; il servizio liturgico fu solennemente inaugurato il 24 maggio 1863, giorno di Pentecoste.

## Primi sviluppi
Le costituzioni di Beuron, basate sulla regola benedettina e redatte su modello di quelle di Solesmes, vennero approvate dall'arcivescovo von Vicari il 28 ottobre 1866: nelle costituzioni il futuro superiore di Beuron veniva indicato come abate generale di una nuova congregazione benedettina. Le costituzioni di Beuron ottennero una prima approvazione pontificia il 14 marzo 1873 e, dopo varie integrazioni, l'approvazione definitiva della Santa Sede il 22 agosto 1884.
Quando si raggiunse il numero di dodici monaci professi, con breve dell'11 settembre 1868 Pio IX elevò il priorato di Beuron ad abbazia: il 20 settembre successivo, in San Paolo fuori le Mura, dom Mauro ricevette la benedizione abbaziale dal cardinale Karl August von Reisach.

## Espansione della congregazione

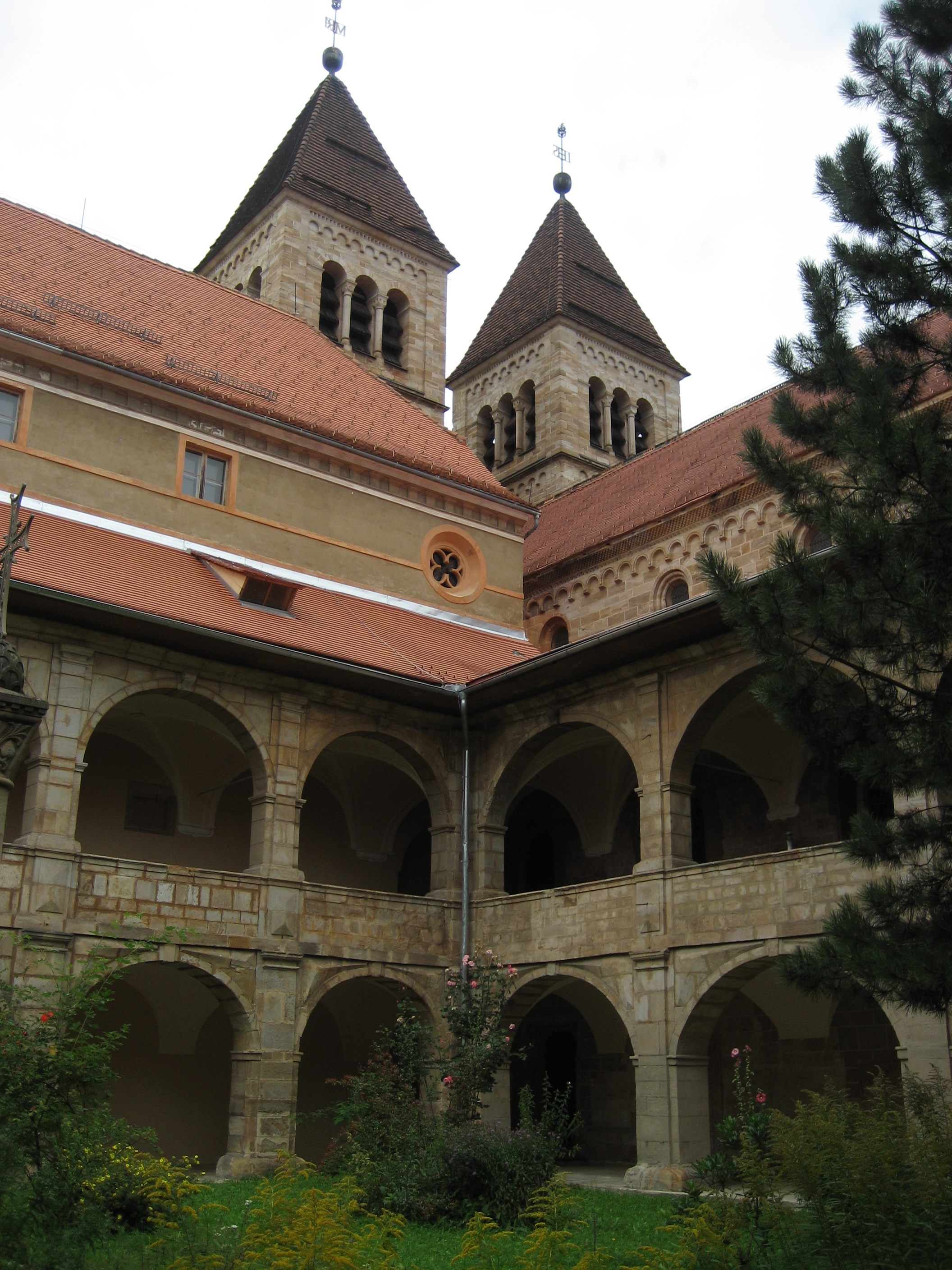
Il chiostro dell'abbazia di Seckau, in Austria

La prima filiale di Beuron fu il priorato di Arnstein, aperto nel 1869 e soppresso dal governo prussiano nel 1871. Seguirono: il monastero di Maredsous, fondato in diocesi di Namur nel 1872 grazie alle donazioni della famiglia Desclée; il monastero di Emaus, presso Praga, fondato nel 1880 per iniziativa del cardinale von Schwarzenberg e con l'approvazione dell'imperatore Francesco Giuseppe; il monastero di Seckau, fondato in Stiria nel 1883. Dal monastero di Maredsous ebbe origine quello di Erdington, presso Birmingham, affidato ai monaci nel 1876.
Con l'elevazione ad abbazia di Maredsous (breve di papa Leone XIII dell'8 marzo 1878) e la benedizione del primo abate di Emaus (26 aprile 1885), la congregazione di Beuron prese la sua piena configurazione canonica.
Nel 1892 i benedettini di Beuron acquistarono dai gesuiti il convento di Maria Laach, in Renania, elevato ad abbazia nel 1893 e divenuta una delle principali della congregazione; nel 1899 i benedettini di Maredsous fondarono quella che divenne l'abbazia Regina Coeli di Mont-César, presso Lovanio, e i monaci di Beuron fondarono in Vestfalia il priorato da San Giuseppe, presso Gerleve; il monastero della Dormizione, fondato dall'imperatore Guglielmo II sul monte Sion a Gerusalemme, divenne priorato beuronense nel 1906.
Nel capitolo generale del 1887 fu presa la decisione di dare inizio a un ramo femminile della congregazione: per iniziativa della contessa Gabriella Swertz-Spork il primo monastero, dedicato a San Gabriele, sorse a Praga nel 1891 e fu popolato da monache provenienti dall'abbazia di Nonnberg. Il secondo monastero femminile fu fondato nel 1893 a Maredret per volontà di Placido Wolter e fu affidato a monache di Sainte Cécile di Solesmes; il terzo, quello di Santa Ildegarda, fu fondato nel 1904 a Eibingen dal principe Carlo I di Löwenstein-Wertheim-Rosenberg e popolato da monache provenienti da Praga.

## Influenza di Beuron
La congregazione di Beuron svolse una funzione importante nella riunione delle varie famiglie benedettine in una confederazione come auspicato da papa Leone XIII e fu proprio un benedettino beuronese, l'abate di Maredsous Ildebrando de Hemptinne, a essere scelto come primo abate primate dell'ordine.
I benedettini di Beuron ebbero un ruolo notevole nella restaurazione della quasi estinta congregazione brasiliana, i cui monasteri furono ripopolati da monaci provenienti dall'Europa guidati da Gerardo van Caloen di Maredsous, e nella rinascita del monachesimo benedettino in Portogallo (i monasteri di Cucujaes e Singeverga rimasero aggregati alla congregazione di Beuron fino al 1931).
Un monaco di Beuron, Andrea Amrhein, nel 1884 fondò a Reichenbach la società di San Benedetto per le missioni estere, che diede origine a quella che nel 1904 divenne la congregazione di Sant'Ottilia.

## Perdita delle abbazie non tedesche
Nel corso del XX secolo la congregazione di Beuron, che aveva assunto un carattere internazionale, perse le sue case fuori dalla Germania.
Lo scoppio della prima guerra mondiale pose fine all'espansione della congregazione: nel 1919 i beuronesi di Erdington furono espulsi dall'Inghilterra (si trasferirono a Weingarten) e i numerosi monaci tedeschi dell'abbazia praghese di Emaus dovettero lasciare la Cecoslovacchia (fondarono i monasteri di Grüssau e Neresheim).
Le abbazie belghe di Maredsous e Mont-César, nel 1920, si separarono dalla congregazione per iniziare quella dell'Annunziata.
Una nuova fondazione fu fatta a Neuburg nel 1926 nel 1927 l'abbazia sublacenze di Vaals, nei Paesi Bassi, passò alla congregazione di Beuron.
Il regime nazionalsocialista soppresse alcuni monasteri tedeschi, altri sopravvissero trasformandosi in ospedali militari. Con la fine della seconda guerra mondiale le abbazie tedesche soppresse vennero restaurate; i due monasteri cechi di Emauzy e Lubin lasciarono la congregazione di Beuron per aderire a quella Slava; monaci tedeschi dovettero abbandonare l'abbazia di Grüssau e trasferirsi dalla Slesia a Wimpfen; Vaals fu abbandonata; l'abbazia della Dormizione a Gerusalemme, danneggiata della guerra arabo-israeliana, nel 1948 venne abbandonata dai beuronesi e passò alle dipendenze dell'abate primate.
Nel 1949 il priorato di Las Condes in Cile passò dalla congregazione di Solesmes a quella di Beuron, ma poi si unì assieme ad altri monasteri argentini e uruguaiani nella congregazione del Cono Sur.

## Governo

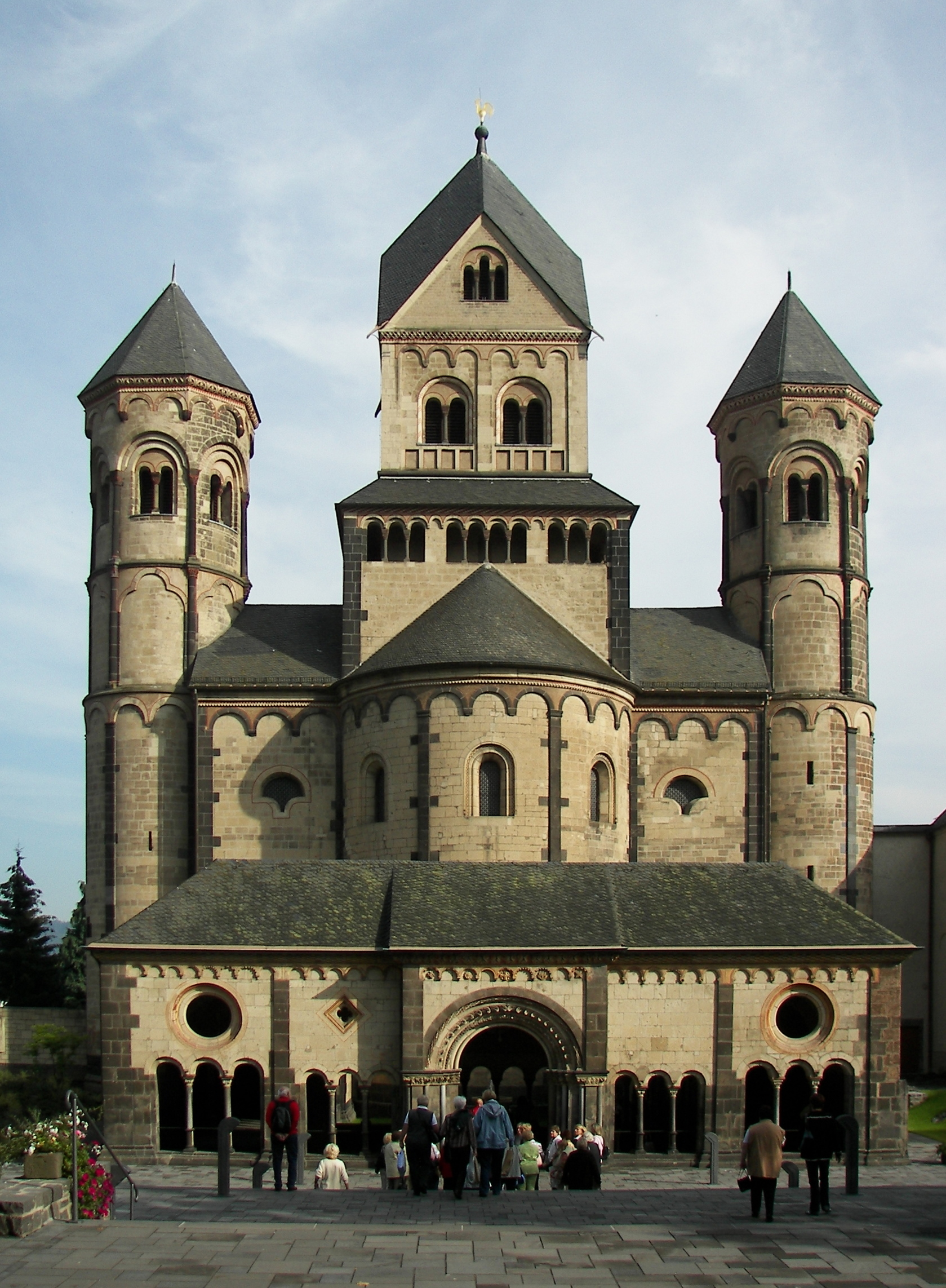
La facciata della chiesa abbaziale di Maria Laach

In origine il governo della congregazione era affidato all'arciabate di Beuron ma nel 1918 il mancato intervento, a causa della guerra in corso, dei rappresentanti delle altre abbazie all'elezione del IV arciabate di Beuron mise in crisi la sua autorità. Nel capitolo generale del 1921 all'arciabate, che pure continuava a presiedere la congregazione, fu tolto il diritto della visita canonica delle altre case della congregazione e nel capitolo del 1936 il governo della congregazione fu affidato a un abate presidente da eleggere tra gli abati della congregazione.
La sede generalizia è, di fatto, il monastero dell'abate che presiede pro tempore la congregazione (nel 2010, l'abate di Maria Laach).

## Attività e diffusione
I monaci della congregazione di Beuron condividono le finalità apostoliche, pastorali e sociali di tutti i benedettini, ma le loro costituzioni escludono l'insegnamento e la direzione delle parrocchie; si dedicano particolarmente alla predicazione delle missioni popolari e dei ritiri, alla formazione liturgica dei fedeli e alla cura del culto liturgico.
La congregazione conta monasteri in Austria e Germania.
Alla fine del 2008 alla congregazione appartenevano 10 tra abbazie e priorati e 242 tra religiosi professi e novizi, 128 dei quali sacerdoti.